# هانشي

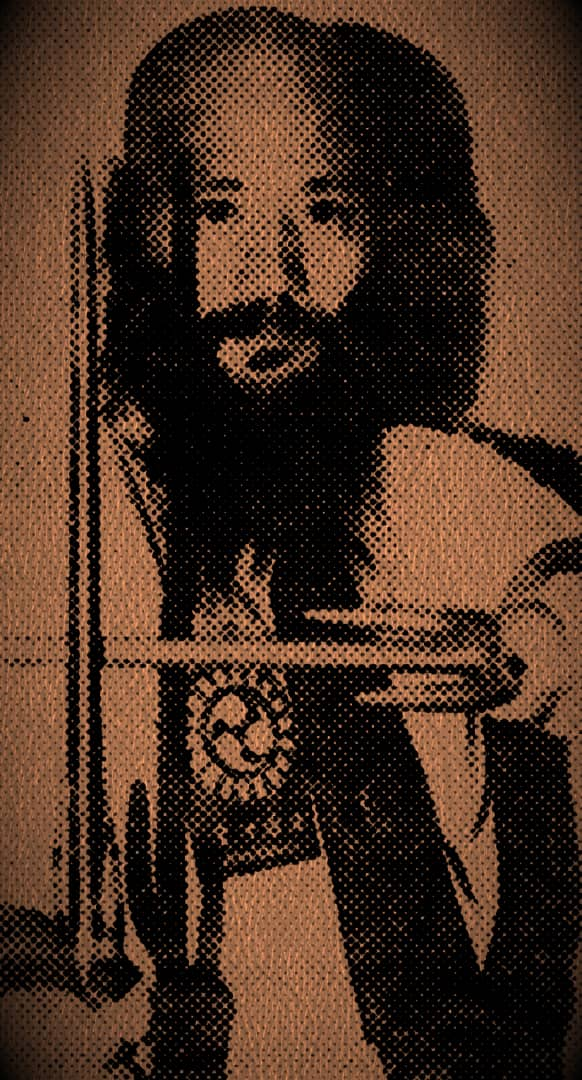
صورة هانشي

هانشي. (بالإنجليزية: Hanshi)‏، هو ماستير معلم في نظام الرتب اليابانية في الفنون التقليدية، و الفنون القتالية. في الكاراتيه، لقب هانشي  يتحقق مبدئيا،  بعد أكثر من 15 عاما بعدها كيوشي( Kyoshi) 55 سنة من العمر. تم إنشاء لقب هانشي في داي نيبون بيتوكو كاي الذي ترعاه العائلة الامبراطورية.

## بعض المستفيدين من اللقب
- (Kazuo Ito)، هانشي، ماجين (Meijin)، جودو
- (Shizuya Sato)، هانشي، جو جيتسو، جودو
- (Gogen Yamaguchi)، هانشي، كاراتيه دو
- (Minoru Hirai)، هانشي، أيكيدو
- (Hirokazu Kanazawa)، هانشي، كارتيه دو
- (Kazuo Sakai)، هانشي، كاراتيه دو